# Marius Herghelegiu
Marius-Gabriel Herghelegiu (* 1961 oder 1962) ist ein rumänischer Umweltschützer und Politikberater sowie ehemaliger Journalist und Förster.

## Leben
Er besuchte die forstwissenschaftliche Hochschule „Bucovina“ (ro.: Colegiul Silvic „Bucovina“) in Câmpulung Moldovenesc und studierte anschließend Journalistik und Kommunikationswissenschaft an der Universität Alexandru Ioan Cuza in Iași. An letzterer Institution schrieb er für die wöchentlich erscheinende Studentenzeitung Opinia studențească. Unmittelbar nach den Juni-Mineriaden 1990 zog er in die Hauptstadt Bukarest und begann – angeworben vom Verleger Cornel Nistorescu – als Redakteur bei der wenige Monate zuvor gegründeten Tageszeitung Expres zu arbeiten. Später war er als Journalist unter anderem für die BBC, für Pro TV sowie für Televiziunea Română tätig.
Nachweislich zumindest im April 2014 arbeitete Herghelegiu an der Fakultät für Waldbau und Forsttechnik der Universität Transilvania Brașov. Seit seinem Rückzug aus dem Journalismus ist er als Umweltaktivist bekannt geworden und engagiert sich beispielsweise gegen die exzessive und illegale Trüffelernte in den Karpatenwäldern. Darüber hinaus arbeitet er als politischer Berater – unter anderem für Claudiu Târziu, den Co-Vorsitzenden der nationalistischen und rechtspopulistischen Partei AUR.
Anfang 2021 plante Doina Grosu, alleiniger Anteilseigner der Digi Multimedia Design SRL, die AUR-freundliche Website 60m.ro zu einem landesweiten Nachrichtenfernsehsender weiterzuentwickeln. Herghelegiu sollte dessen Chefredakteur werden, betonte allerdings die geplante inhaltliche Unabhängigkeit von der Website. Darüber hinaus merkte er an, dass er zu Amtsantritt seine Beratertätigkeit aufgeben werde, um Interessenkonflikte zu vermeiden. Die etwa 20 Journalisten der in der Entstehung begriffenen Redaktion würden den Meinungspluralismus respektieren und gemäß anerkannter journalistischer Kriterien arbeiten. Dennoch verweigerte das Consiliul Național al Audiovizualului (CNA) dem Projekt am 20. Mai 2021 mit 9:1 Stimmen die Sendelizenz. Als Begründung wurde unter anderem angeführt, dass der Sender absehbar positive Nachrichten über die AUR bevorzugen und antisoziale Botschaften verbreiten würde.